# 小孤山镇
小孤山镇，是中华人民共和国吉林省四平市伊通满族自治县下辖的一个乡镇级行政单位。

## 行政区划
小孤山镇下辖以下地区：
小孤山社区、街东村、街西村、张家岗村、宏大村、唐家村、新华村、二龙村、山河村、拉腰村、西大有村、东大有村、路家村和先锋村。